# Жепа (Рогатица)
Жепа је насељено мјесто у општини Рогатица, Република Српска, БиХ. Према прелиминарним подацима пописа становништва 2013. године, у насељеном мјесту Жепа живјело је 116 становника.

## Становништво
|             | 2013.        | 1991.         | 1981.         | 1971.         |
| Укупно      | 133 (100,0%) | 462 (100,0%)  | 529 (100,0%)  | 611 (100,0%)  |
| Бошњаци     | 132 (99,25%) | 450 (97,40%)1 | 502 (94,90%)1 | 601 (98,36%)1 |
| Хрвати      | 1 (0,752%)   | –             | –             | –             |
| Југословени | –            | 7 (1,515%)    | 12 (2,268%)   | 1 (0,164%)    |
| Срби        | –            | 3 (0,649%)    | 3 (0,567%)    | 3 (0,491%)    |
| Остали      | –            | 2 (0,433%)    | –             | 2 (0,327%)    |
| Албанци     | –            | –             | 9 (1,701%)    | 2 (0,327%)    |
| Црногорци   | –            | –             | 3 (0,567%)    | 2 (0,327%)    |

1. 1 На пописима од 1971. до 1991. Бошњаци су пописивани углавном као Муслимани.